# Катерина II
Катерина II (рос. Екатерина II; 21 квітня (2 травня) 1729 — 6 (17) листопада 1796) — російська імператриця  в 1762–1796 роках. Представниця німецького роду Ангальт-Цербст. Народилася в Щецині, Пруссія. Дружина російського імператора Петра III (з 1745). Перейшла з лютеранства в православ'я. Народила майбутнього російського імператора Павла І.
Зійшла на трон внаслідок палацового перевороту і вбивства чоловіка (1762). Була прихильницею абсолютизму і просвітництва, шанувальницею античності. Реформувала суспільно-політичне життя в імперії, скерувавши його в русло централізації й уніфікації. Реорганізувала Сенат (1763). Запровадила єдиний адміністративний поділ на намісництва (1775—1795). Скасувала автономію російського православ'я: секуляризувала церковно-монастирські землеволодіння (з 1763).
Вела активну й успішну зовнішню політику. Перемогла у війнах проти Османської імперії (1768–1774, 1787–1792), приєднала українське Причорномор'я та Крим. Остаточно поглинула Україну: знищила Гетьманщину (1764) і Січ (1775), запровадила кріпацтво, розформувала слобідське козацтво, придушила козацьке повстання Пугачова (1775). У союзі із Пруссією і Австрією ліквідувала одвічного ворога московської держави — Річ Посполиту (1772, 1793, 1795), приєднавши Волинь, Поділля і Білорусь. Здійснила приєднання Курляндії (1795), збільшивши питому частку німців у імперії. Дозволяла німецьким підданим сповідувати лютеранство і використовувати німецьку мову в освіті й науці, але на українсько-білоруських землях нищила греко-католицьку церкву (1793—1796), проводила русифікацію. Здійснила подорож на південь України і в Крим (1787). Підтримувала союз із Йозефом II, імператором Священної Римської імперії, сприяла розробці так званого грецького проєкту — відновлення Візантійської імперії під скіпетром свого онука Костянтина. Перед смертю планувала похід для приборкання Французької революції.
Вела розкішний спосіб життя. Окрім чоловіка мала численних коханців-фаворитів: Понятовського (1755—1758), Орлова (1760—1772), Потьомкіна (1774—1776), Завадовського (1776—1777), Зубова (1789—1796) та інших. Померла в Царському Селі, Росія. Похована у Петропавлівському соборі Санкт-Петербурга. Прізвисько — Велика (рос. Великая, за розширення і зміцнення держави). У традиційній російській історіографії описується як національна героїня. В українській історіографії сприймається негативно, так само як Петро І; як писав Тарас Шевченко: «Це той Первий, що розпинав Нашу Україну, А Вторая доконала Вдову-сиротину».

## Імена
- Софія-Августа-Фредеріка Ангальт-Цербст-Дорнбурзька (нім. Sophie Auguste Friederike von Anhalt-Zerbst-Dornburg) — власне німецьке ім'я.
- Катерина Олексіївна (рос. Екатерина Алексеевна) — російське ім'я з 1744 року.
- Катерина II — з порядковим номером правителя.
- Катерина Велика (рос. Екатерина Великая) — з прізвиськом.

## Походження та молоді роки
Принцеса Софія Августа Фредеріка Ангальт-Цербст-Дорнбург (в історичній літературі звичайно зветься Софія Ангальт-Цербстська), народилася 2 травня 1729 року в місті Штетін (нім. Stettin) у Пруссії (зараз Щецин у Польщі).

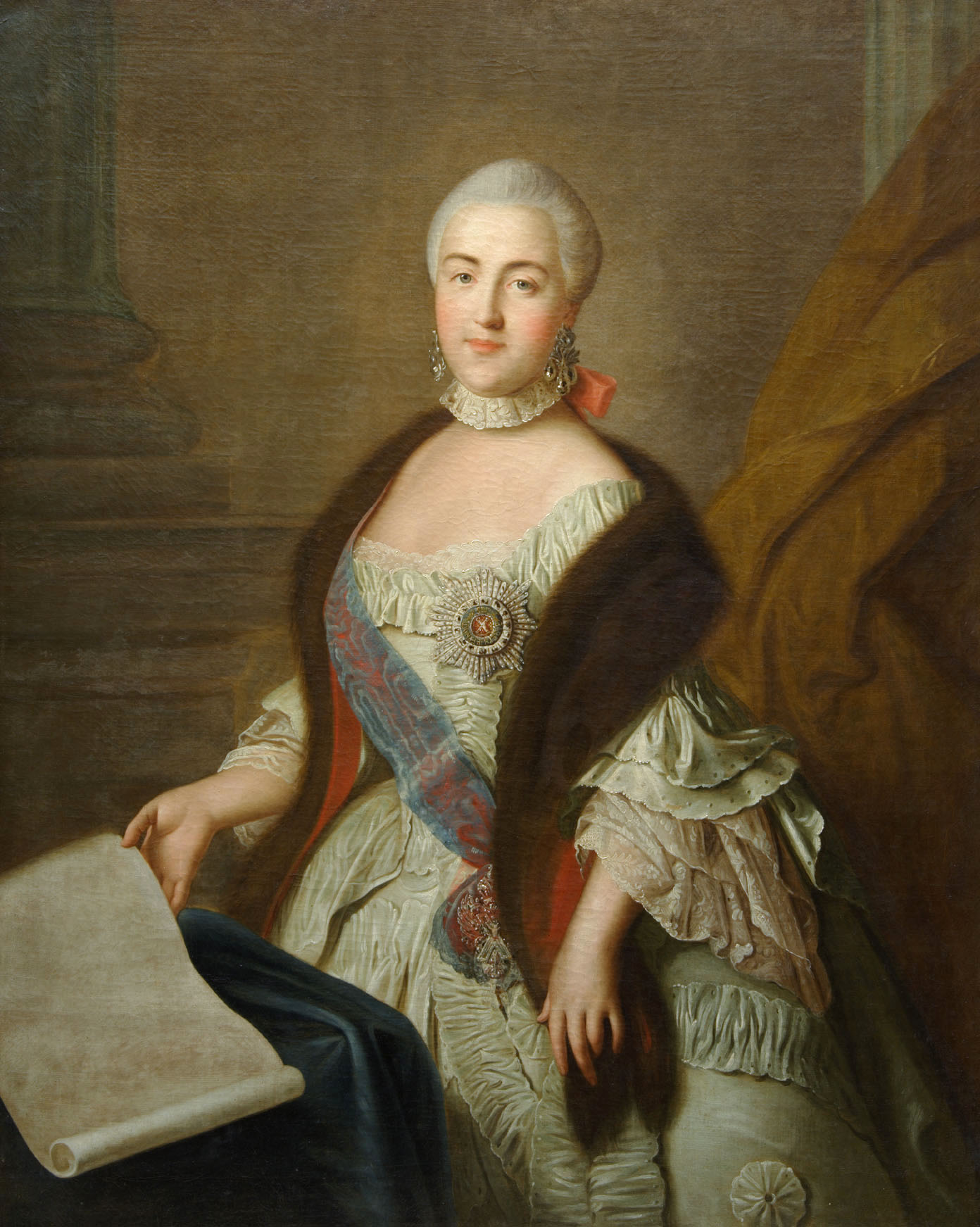
Велика княгиня Катерина Олексіївна

Була дочкою князя Христіана Августа Ангальт-Цербстського зі шляхетського роду Асканіїв, губернатора тодішньої прусської провінції Штетін та принцеси Йоганни Єлизавети з роду Гольштайн-Готторпів.
9 липня 1744 року вона прийняла православ'я й отримала ім'я Катерина Олексіївна на честь Катерини I. У 1745 році вийшла заміж за великого князя Петра, наступника російського престолу. Молода пара оселилась у резиденції Оранієнбаум поблизу Петербурга.
Граф Андрій Шувалов, камергер Катерини, який близько знав письменника й мемуариста Джеймса Босвела поділився з ним подробицями інтимного життя російських правителів. Йшлося про те, що цар Петро мав роман з Єлізаветою Воронцовою, в той час як Катерина мала інтимні стосунки з Сергієм Салтиковим (ймовірно, батьком майбутнього царя Павла І), Григорієм Орловим (від якого мала сина), Станіславом Понятовським, а також караульним корнетом Олександром Васильчиковим і багатьма іншими. У той час Катерина близько зійшлася з княгинею Катериною Дашковою, сестрою коханки чоловіка, через яку вийшла на представників впливових родин, які були в опозиції до Петра III і незабаром стали їй у пригоді. Маючи дещо своєрідний характер, Петро надокучав мешканцям палацу, влаштовував перевірки всім особам чоловічої статі, які заходили до Катерини та розважалися з нею допізна. У 1759 році Катерина завагітніла другою дитиною, Анною, яка, однак прожила лише чотири місяці. Оскільки стосунки Катерини з різними чоловіками були досить явними, Петро не мав підстав вірити в те, що він є батьком дитини. Відомо, що коли між ними виникла суперечка з цього приводу, він крикнув Катерині: «—Йди до чорта!». Не маючи доброго контакту з чоловіком, Катерина багато часу проводила в своїх покоях.

## Захоплення влади

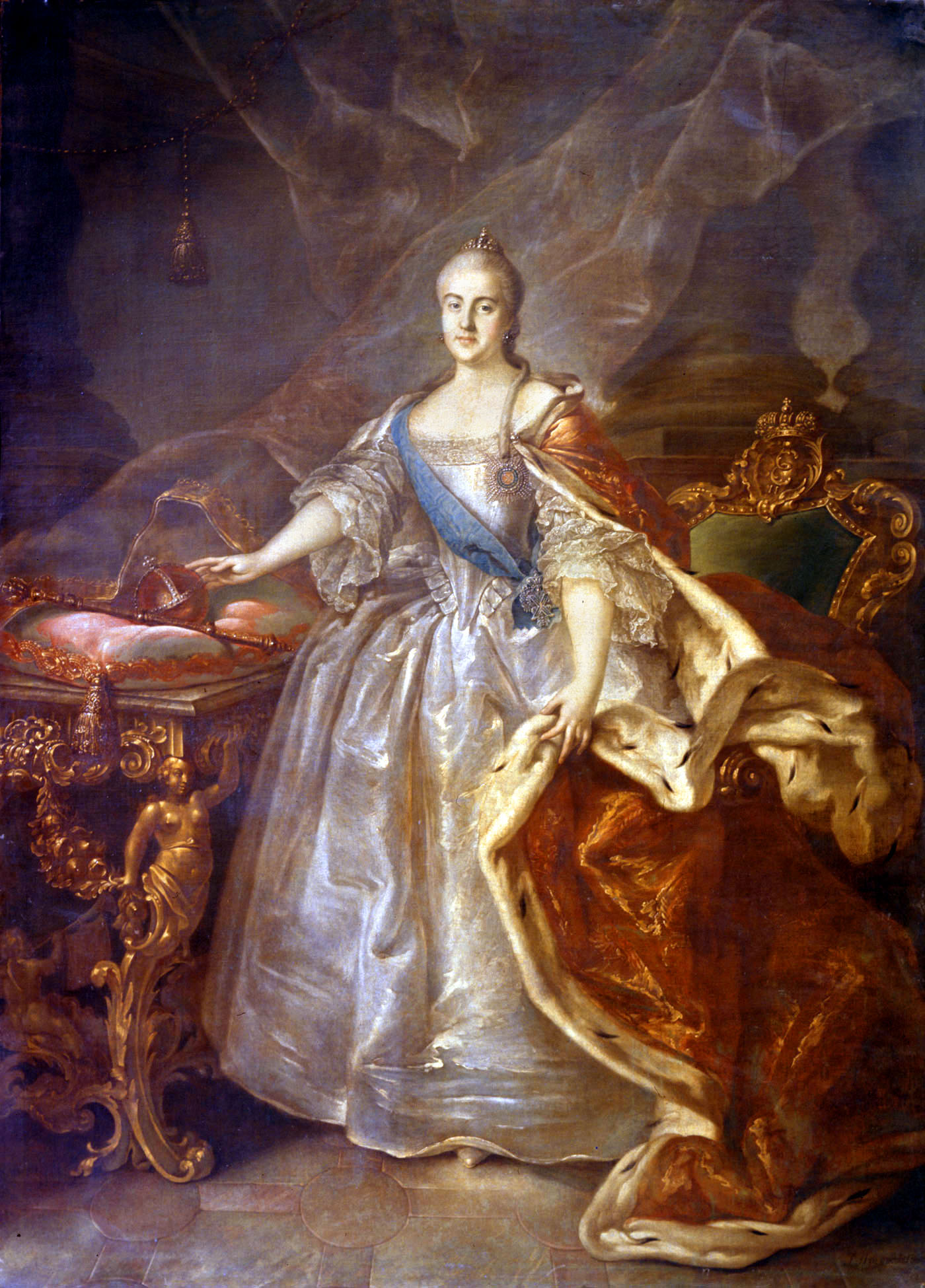
Портрет імператриці Катерини II 1762 року. Художник Іван Аргунов.

У 1762 році Петро III став імператором, та вже за 6 місяців був скинутий своєю дружиною внаслідок палацового перевороту. В ніч на 9 липня 1762 року, коли російський імператор знаходився в Оранієнбаумі, Катерина таємно прибула до Петербурга і в казармах Ізмайловського полку була проголошена самодержавною імператрицею. Незабаром до повсталих приєдналися солдати інших полків. Звістка про сходження Катерини на престол швидко рознеслася по місту і була із захопленням зустрінута петербуржцями[джерело?].
Вірні Катерині офіцери вивели свої гвардійські полки на присягу «Імператриці і самодержиці Всеросійської». Причому Ізмайлівський і Преображенський полки завдяки зусиллям братів Орлових підтримали переворот відразу і беззастережно. А ось на підтримку Кінної гвардії надії було мало, бо в полку на стороні Катерини діяли тільки офіцери з маленькими чинами (зокрема, секунд-ротмістр Хитрово і вахмістр Потьомкін). Проте вони змогли переконати товаришів приєднатися до перевороту. Слідом за гвардією в короткий час присягнули Сенат і Синод, а також частина населення, після чого гвардія виступила зі столиці в бік Петергофа.
Для попередження дій імператора Петра III були послані гінці в армію і в Кронштадт. Тим часом Петро, дізнавшись про те, що сталося, став посилати до Катерини пропозиції про переговори, проте вони були відкинуті. Сама імператриця на чолі гвардійських полків виступила в Петербург і по дорозі отримала письмове зречення Петра від престолу. Незабаром після того колишнього імператора перевезли на Ропшинську мизу, де він 17 липня 1762 року був убитий офіцерами гвардії.

## Правління

Монограма

На чолі імперії Катерина II провела реорганізацію Сенату (1763), церковну реформу (секуляризацію земель) (1763—1764), скасувала гетьманство в Україні (1764). Очолювала «Комісію з Уложення» («Комиссия об Уложении», 1767—1769). Видала «Установу для управління губерній…» («Учреждение для управления губерний…», 1775), «Жалувану грамоту дворянству» (1785) та «Жалувану грамоту містам» (1785).
За її правління відбулася Селянська війна 1773—1775 рр. під проводом Омеляна Пугачова.
За Катерини II внаслідок російсько-турецьких воєн 1768–74 та 1787–91 рр. Російська імперія розширила свої кордони та закріпилася на Чорному морі, незаконно анексувала Кримське ханство, яке за Кючук-Кайнарджійським мирним договором визнавалося незалежним. Прийняла під російський протекторат Картвело-Кахетинське царство (Східну Грузію, 1783). Під час її правління за активної участі Росії відбулися три поділи Речі Посполитої (у 1772-му, 1793-му, 1795-му роках) і приєднання Курляндії.
Листувалася з Вольтером, Дені Дідро та іншими діячами французького Просвітництва, але вона сама про листування з Дені Дідро говорила наступне: «…його думка була більш цікавою для мене, аніж корисною. Якби я послухалася його порад, я б перевернула усю імперію догори дном; законодавство, адміністрацію, політику, фінанси — усе це довелося б поламати й замінити теоретичними мріями».

### Політика щодо України
Свої погляди щодо України Катерина II виклала на початку свого правління у секретній інструкції (лютий 1764) новопризначенному генерал-прокурору Сенату Олександру Вяземському, в якій вона наказувала проводити політику зросійщення України та викорінення гетьманства:
|  | … Мала Росія, Ліфляндія та Фінляндія суть провінції, які правляться конфірмованими їм привілеями, і порушити оні відмовою всіх раптом дуже непристойно б було, проте ж і називати їх чужоземними і поводитися з ними на такій підставі є більш, ніж помилкою, а можна назвати з достовірністю, дурістю. Ці провінції, також Смоленську, слід найлегшими способами привести до того, щоб вони обрусіли й перестали б дивитись, як вовк до лісу. До того почин вельми легкий, якщо розумні люди обрані будуть начальниками в тих провінціях; коли ж у Малоросії гетьмана не буде, то мусимо намагатися, щоб навіки й ім’я гетьманів зникло, не то що б персона яка була удостоєна на цю посаду… |

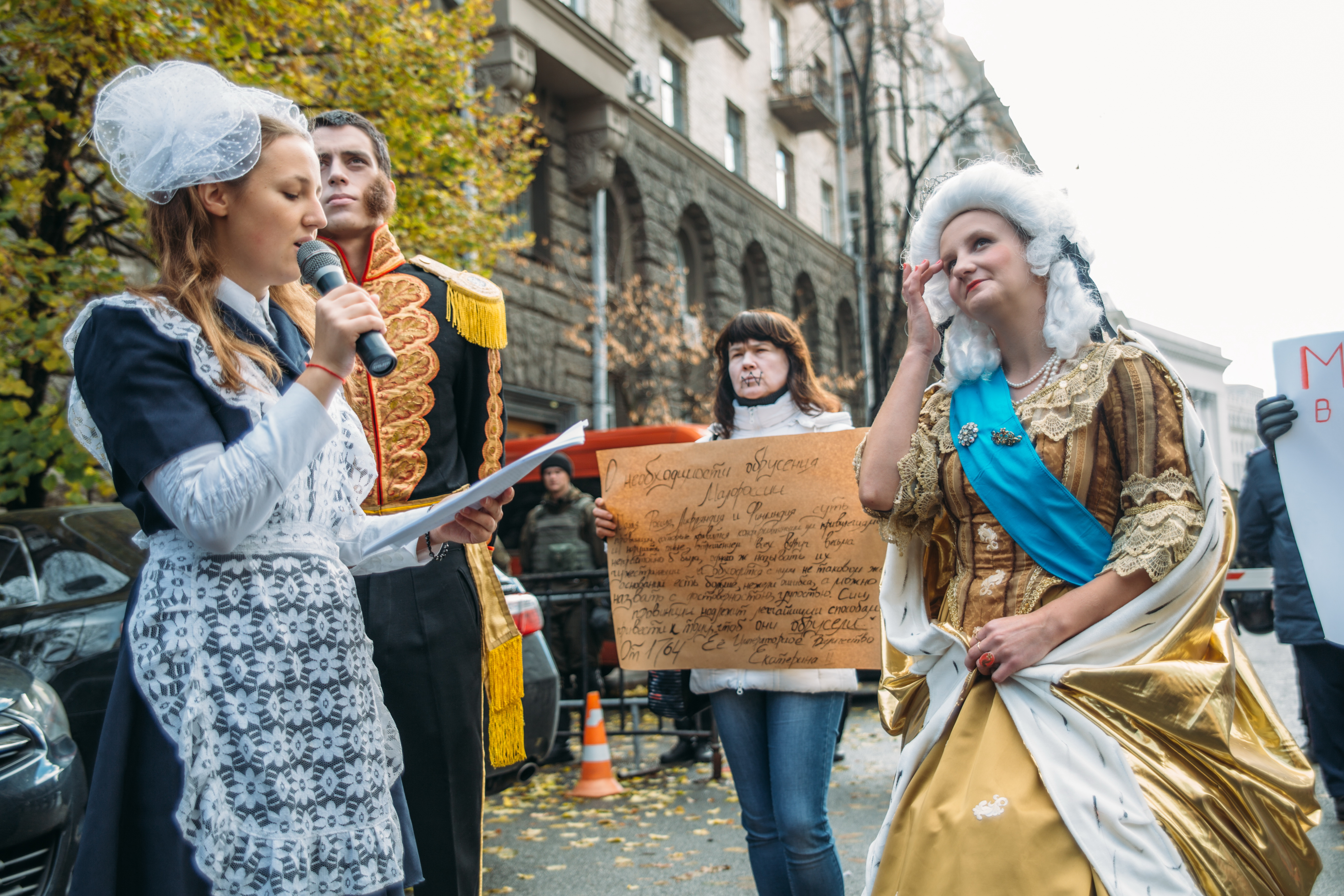
«Катерина II» та імітація її інструкції генерал-прокурору Сенату про необхідність «обрусіння Малоросії» біля Адміністрації Президента України. Перформанс проти русифікації та з вимогою законодавчого захисту української мови, що був проведений рухом Відсіч у День української писемності та мови 2015 року

Того ж 1764 року було скасовано гетьманство, 1765 року розформовано козацькі полки на Слобожанщині, 1775 року ліквідовано Запорозьку Січ, 1782 року в Гетьманщині ліквідовано полкову та сотенну адміністрацію, запроваджено поділ на три намісництва. 1783 року розформовані козацькі полки на Лівобережжі і юридично запроваджено кріпацтво. 1785 року, видавши «Жалувану грамоту дворянству», Катерина II законодавчо оформила права та привілеї російського дворянства, прирівняла до нього українську козацьку старшину, закріпивши за нею земельні володіння. Українські землі були повністю інтегровані до складу Російської імперії.
Вона особисто віддавала накази про придушення антикріпацьких виступів в Україні — Коліївщини (1768) та Турбаївського повстання 1789—1793 років.
У 1783 році Кримське ханство було захоплене та анексоване Російською імперією. Після зникнення загрози з боку Кримського ханства почався стрімкий розвиток господарства на півдні України. Були засновані нові або, частіше, перейменовані (з метою стерти згадку про доімперську історію цих поселень) такі міста як Катеринослав, Херсон, Павловськ, Севастополь, Сімферополь, Миколаїв, Одеса, Луганськ. Розвивались мануфактури й торгівля — за одночасного погіршення життя селян північніших українських земель. Проводилася політика заселення Півдня України російськими переселенцями з закріпаченої частини Російської імперії, а також православними переселенцями з Османської імперії (болгари, серби, греки, румуни), переселенцями з різних німецьких князівств, євреями з земель Речі Посполитої.
Правління Катерини II позначилося подальшою русифікацією України. 1783 року в Києво-Могилянській академії запровадили російську мову викладання.
1786 року проведено секуляризацію церковних земель, що підірвало економічну незалежність православної церкви від держави, зокрема, в Україні. Церква знову перетворилася на частину імперського державного апарату.
1787 року для інспекції новоприєднаних земель на півдні України здійснила туди подорож, до якої приєдналися також європейські дипломати й австрійський імператор Йосиф II.
Після включення до складу Російської імперії Правобережної України уряд Катерини II проводив тут політику, спрямовану на ліквідацію Української греко-католицької церкви.
О. Волович наводить цілий список злодіянь Катерини II супроти українського народу, зокрема:
- 1763 р. — Указ Катерини II про заборону викладання українською мовою у Києво-Могилянській академії.
- 1764 р. — Скасування Катериною II українського гетьманства, а також ліквідація українських навчально-культурних закладів та усунення від влади українськомовних чиновників.
- 1764 р. — 1765 р. — Скасування Катериною II української держави Гетьманщини та ліквідація козацького устрою на Слобожанщині.
- 1766 р. — Заборона Києво-Печерській лаврі друкувати букварі і церковні книги українською мовою і без дозволу Синоду.
- 1775 p. — Підступний напад московських військ на Запорозьку Січ і її зруйнування після вирішальної допомоги запорожців у російсько-турецькій війні 1768–74 pp.
- 1777 р. — Виселення кримських татар з Криму та українців — з України, а на обжиті ними місця переселення московитів.
- 1780 р. — Спалення книгозбірні Києво-Могилянської академії, що збиралася понад 150 років і була однією з найбагатших бібліотек Східної Європи.
- 1781 р. — Знищення решток козацького самоврядування на Лівобережжі та запровадження російської системи управління.
- 1783 р. — Остаточне закріпачення селян Лівобережної України. Придушення Катериною II українського національно-визвольного руху — Коліївщини у 1768 році та Турбаївського повстання 1789—1793 років[6].
- 1795 р. — Ліквідація Української Державності.

### Мистецтво та культура
Цариця Катерина II, всупереч церковним канонам, сама причащалась біля вівтаря (за священничим чином), і з метою возвеличення світського правителя навіть ставили питання про те, щоб оголосити царське миропомазання «восьмим таїнством».

### Просвітницька діяльність
Катерина II започаткувавши народні та міські училища в Російській імперії, потурбувалась ще про один навчальний предмет, який називався «рос. О должностях человека и гражданина», за яким учням викладали те, що потрібно робити кожному, щоб зберегти своє здоров'я і бути приємним в життєвому обходженні. Вперше виданий підручник з цього предмета в 1783 році під назвою: «рос. О должностях человека и гражданина, книга к чтению, определенная в народных и городских училищах Российской империи, изданная по высочайшему повелению Императрицы Екатерины второй». В підручнику мова йде не про посадові крісла, а про гігієну і етику. На той час гігієну більше зв'язували з етикою — філософською дисципліною, яка вивчає мораль, суспільні норми поведінки, звичаї. Гігієна з біологією в Росії злились в одному підручнику в XIX столітті. Глава «рос. О благопристойности» описувала як треба ходити, сидіти, вести себе за столом, лице і руки вмивати, «нігті обрізати, а не кусати, голову в чистоті тримати і волосся причісувати, а простим людям так підстригати, щоб вони на очі не висіли, краще всього волосся заплітати і зав'язувати».

### Європейська мода. Листування
Катерина II намагалась не відставати від європейської моди. Вона писала відомому французькому письменнику-філософу Вольтеру:
|  | Я пристрасно люблю тепер сади в англійському смаку, криві лінії, пологі схили, ставки у формі озер; глибоко зневажаю прямі лінії. Ненавиджу фонтани, які мчать воду, даючи їй течію, противну її природі. Оригінальний текст (рос.) «Я страстно люблю теперь сады в английском вкусе, кривые линии, пологие скаты, пруды в форме озер; глубоко презираю прямые линии. Ненавижу фонтаны, которые мчат воду, давая ей течение, противное ее природе». |

У цьому листі відчувається манірність і фальш капризної жінки, яка хоче видаватись сентиментальною.

### Мистецтво
В Англії, в 1774 році, для Єкатерини II був зроблений Дж. Веджвудом «сервіз з зеленою жабкою», на 1300 предметах якого було намальовано найгарніші пейзажі 47 найкращих англійських парків. Цей сервіз — своєрідна і рідкісна колекція замальовок парків Англії XVIII століття.

### Єкатериненський парк
У Царському Селі Катерина спорудила розкішний парк. Більшість російських поетів жили в Царському Селі. У парку багато обелісків, поставлених у пам'ять перемог імператорських військ.
|  | Коли війна ця продовжиться, то царсько-сільський мій сад скидатиметься на іграшку. Після кожного військового діяння споруджується в ньому пристойний пам'ятник. Оригінальний текст (рос.) «Когда война сия продолжится, то царско-сельский мой сад будет походить на игрушечку. После каждого воинского деяния воздвигнется в нем приличный памятник». |

### Кладовище собак і коней Катерини II
У Царському Селі біля гранітної піраміди розташоване кладовище собак, улюбленців Катерини ІІ — Земіри, Сір Тома Андерсона і Дюшес. Біля конюшень для старих імператорських коней, які відслужили свій термін, було кладовище для коней. На кладовищі пам'ятники і мармурові плити зі зворушливими написами і описами заслуг. Наступники Катерини II не відставали в самодурстві і показній сентиментальності: для імператорських коней були встановлені пенсії.

## Титул
1762
- рос. Божіею поспѣшествующею милостію Мы, Екатерина II, Императрица и Самодержица Всероссійская, Московская, Кіевская, Владимірская, Новгородская, Царица Казанская, Царица Астраханская, Царица Сибирская, Государыня Псковская, и Великая Княгиня Смоленская, Княгиня Эстляндская, Лифляндская, Корельская, Тверская, Югорская, Пермская, Вятская, Болгарская и иныхъ Государыня, и Великая Княгиня Новагорода, Низовскія земли, Черниговская, Рязанская, Ростовская, Ярославская, Бѣлоозерская, Удорская, Обдорская, Кондійская и всея Сѣверныя страны Повелительница и Государыня, Иверскія земли, Карталинскихъ и Грузинскихъ Царей и Кабардинскія земли, Черкасскихъ и Горскихъ Князей, и иныхъ наслѣдная Государыня и Обладательница[10].

1784
- рос. Божіею поспѣшествующею милостію Мы Екатерина Вторая, Императрица и Самодержица Всероссійская: Московская, Кіевская, Владимірская, Новгородская, Царица Казанская, Царица Астраханская, Царица Сибирская, Царица Херсониса Таврическаго, Государыня Псковская и Великая Княгиня Смоленская, Княгиня Эстляндская, Лифляндская, Корельская, Тверская, Югорская, Пермская, Вятская, Болгарская и иныхъ; Государыня, и Великая Княгиня Новагорода Низовскія земли, Черниговская, Рязанская, Полоцкая, Ростовская, Ярославская, Бѣлоозерская, Удорская, Обдорская, Кондійская, Витебская, Мстиславская, и всея сѣверныя страны Повелительница, и Государыня Иверскія земли, Карталинскихъ и Грузинскихъ Царей и Кабардинскія земли, Черкаскихъ и Горскихъ Князей, и иныхъ наслѣдная Государыня и Обладательница[11].

## Родина
Чоловік — Петро III, імператор Росії
Діти:
- Павло (1754—1801) — імператор Росії Павло I в 1796—1801 роках

## Фаворити
Імператриця Катерина II була відома також наявністю багатьох фаворитів. За підрахунками, вона перебувала у зв'язках із 23-ма чоловіками-фаворитами. Найвідоміші з них:
- Петро III
- Сергій Васильович Салтиков — російський посланник в Гамбурзі, Парижі та Дрездені.
- Станіслав Август Понятовський
- Граф Розумовський.
- князь Потьомкін. З Григорієм Потьомкіним вона навіть була таємно обвінчана. джерело?
- Ясновельможний князь Григорій Григорович Орлов — генерал-фельдцейхмейстер.
- Шувалов.
- 25 травня 1788 року фаворит Єкатерини II А. М. Дмитрієв-Мамонов отримав титул графа.
- У 1793 році фаворит Єкатерини II Платон Зубов зведений у графську гідність.
- Іван Миколаєвич Корсаков.
- Г. Г. Орлов.
- Васільчиков Александр Семенович — дворянин
- Завадовський Петро Васильович
- Семен Гаврилович Зорич — російський військовий
- Стахієв (Страхов). Можливо, дві окремі людини
- Стоянов (Станов). Можливо, дві окремі людини
- Ранцов (Ронцов) Іван Романович
- Василь Іванович Левашов — генерал від інфантерії і обер-егермейстер, командир Семенівського полку
- Висоцький Микола Петрович — генерал-майор, флігель-ад'ютант Катерини II. Племінник князя Потьомкіна
- Олександр Дмитрович Ланской — генерал-поручик, генерал-ад'ютант.
- Мордвінов
- Олександр Петрович Єрмолов — російський офіцер. Вийшов у відставку в чині генерал-поручика
- Мілорадович
- Міклашевський

## Образ у культурі

### Поезія

Одеса. Пам'ятник Катерині II в 1900—1920 рр., відновлений у 2007 р. і повторно знесений у 2022

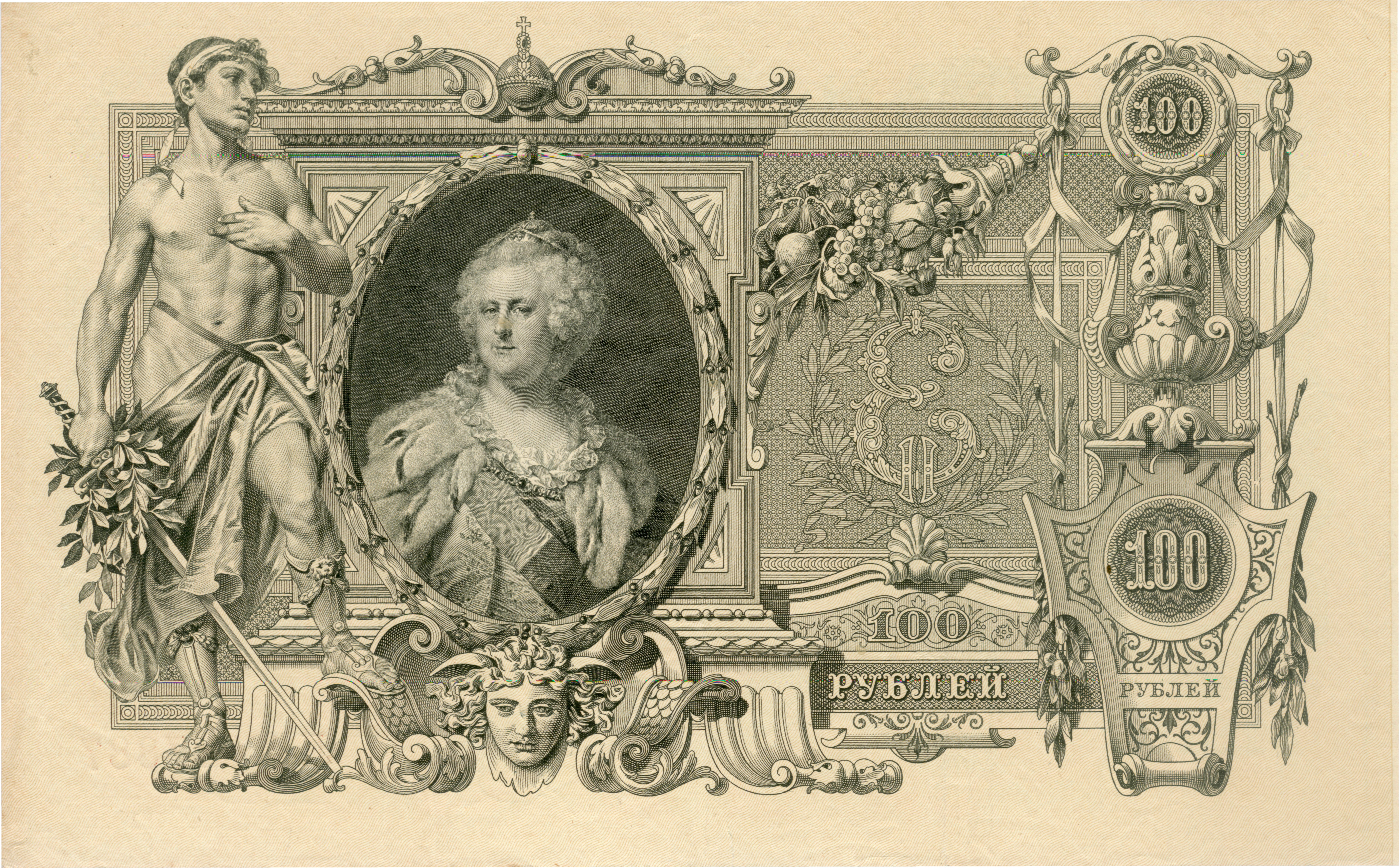
Катерина II на банкноті Російської імперії зразка 1910 р.

Притаманні персонально Катерині, але також символічно-характерні для всієї її епохи риси російського дворянства і аристократії: суміш агресивності й загарбництва, віроломства і підступності під маскою лібералізму, добродійності, добропорядності та простодушності — іронічно змалював російський поет XIX ст. граф А. К. Толстой у своїй історико-сатиричній поемі «История государства российского от Гостомысла до Тимашева»:

…Какая ж тут причина: И где же корень зла,
Сама Екатерина: Постигнуть не могла.
«Madame, при вас на диво: Порядок расцветет,-
Писали ей учтиво
Вольтер и Дидерот,-
Лишь надобно народу,
Которому вы мать,
Скорее дать свободу,
Скорей свободу дать».
«Messieurs,- им возразила: Она,- vous me comblez»,-
И тотчас прикрепила: Украинцев к земле.
Знищення Запорізької Січі і запровадження кріпацтва залишило великий слід в свідомості українського народу, через це образ Катерини II набув поширення в усній народній творчості. Наприклад, у пісні «Ой з-за гори, з-за лиману» про неї згадується так:

Катерино, суча дочко!
Що ж ти наробила?
Край веселий запорозький: Та й занапастила!
Про Катерину II неодноразово згадував в своїй творчості Тарас Шевченко, наприклад у поемі «Великий льох»:

Що тая цариця —
Лютий ворог України,
Голодна вовчиця!…

### Кінематограф
- «Заборонений рай», 1924.
- «Пропала грамота», 1972 — Лідія Бєлозьорова (Вакула)
- «Катерина», 2014—2023 — Марія Александрова

## Нагороди

### Російська імперія
- Орден Святої Катерини (21 лютого 1744)
- Орден Андрія Первозванного (9 липня 1762)
- Орден Святого Олександра Невського (9 липня 1762)
- Орден Святої Анни 1-го ступеня (9 липня 1762)
- Орден Святого Георгія 1-го ступеня (7 грудня 1769)
- Орден Святого Володимира 1-го ступеня (3 жовтня 1782)

### Королівство Пруссія
- Орден Чорного орла (1762)
- Орден Червоного орла, великий хрест (1762)

### Інші країни
- Орден Серафимів (Швеція; 30 квітня 1763)
- Орден Білого Орла (Річ Посполита; 1787)

## Праці
- Der Betrüger. Der Verblendete. Der sibirische Schaman. Drey Lustspiele wider Schwärmerey und Aberglauben. Berlin-Stettin: Friedrich Nicolai, 1788.
- Записки императрицы Екатерины II. Москва, 1990 (Репринтне відтворення вид. Лондон, 1859).

### Монографії. Статті
- Богданович М. И. Русская армия в век Императрицы Екатерины II. Санкт-Петербург: Типография Департамента уделов, 1873.
- Борзаковский П. К. Императрица Екатерина Вторая Великая. Москва: Панорама, 1991.
- Брикнер А. Г. История Екатерины II: в 3 т. Санкт-Петербург, 1885 (репринт: Москва, 1991).
- Грибовский А. М. Записки о императрице Екатерине Великой: репринтное воспроизведение издания 1864 года. Москва.: Прометей, 1989.
- Грот Я. К. Воспитание Екатерины II // Древняя и новая Россия, 1875, Т. 1, № 2, С. 110—125.
- Екатерина II и её время: Современный взгляд / Философский век, альманах. № 11. Санкт-Петербург, 1999.
- Екатерина: Путь к власти / Я. Штелин, Мизере, Т. Димсдейл и др. 2-е изд. Москва: Фонд Сергея Дубова, 2012.
- Заичкин И. А., Почкаев И. Н. Русская история: От Екатерины Великой до Александра II. Москва: Мысль, 1994.
- Исабель де Мадариага. Россия в эпоху Екатерины Великой. Москва, 2002.
- Каменский А. Б. Жизнь и судьба императрицы Екатерины Великой. Москва, 1997.
- Каменский А. Б. «Под сению Екатерины…»: Вторая половина XVIII века. Санкт-Петербург, 1992.
- Ключевский В. О. Курс Русской истории, часть V. Москва, 1937.
- Колюпанов Н. Очерк внутреннего управления в России при императрице Екатерине II // Русская мысль, 1883, Кн. 2, февраль, С. 63-99.
- Лаппо-Данилевский, А. С. Очерк внутренней политики императрицы Екатерины II. Санкт-Петербург, Тип. М. М. Стасюлевича, 1898.
- Омельченко О. А. «Законная монархия» Екатерины Второй. Москва, 1993.
- Павленко Н. И. Екатерина Великая. Москва: Молодая гвардия, 2000.
- Переворот 1762 года. Москва: Образование, 1909.
- Петрова М. А. Екатерина II и Иосиф II: Формирование российско-австрийского союза: 1780—1790. Москва: Наука, 2011.
- Тургенев А. М. Рассказы А. М. Тургенева об императрице Екатерине II // Русская старина, 1897, Т. 89, № 1, С. 171—176.
- Чечулин Н. Д. Очерки по истории русских финансов в царствование Екатерины II. Санкт-Петербург: Сенатская типография, 1906.
- Юрезанский В. Т. Исчезнувшее село. Исторический роман о казаках во времена Екатерины II. Москва, ЗИФ, 1930.

### Довідники
- Путро, О. І. Катерина II [Архівовано 17 серпня 2016 у Wayback Machine.] // Енциклопедія історії України : у 10 т. / редкол.: В. А. Смолій (голова) та ін. ; Інститут історії України НАН України. — К. : Наукова думка, 2007. — Т. 4 : Ка — Ком. — С. 132. — ISBN 978-966-00-0692-8.
- Катерина II // Україна в міжнародних відносинах. Енциклопедичний словник-довідник. Випуск 5. Біографічна частина: А-М / Відп. ред. М. М. Варварцев. — К.: Ін-т історії України НАН України, 2014. — с.191-194